# Dan Riisnes
Dan Erik Riisnes (Bergen, 20 maggio 1965) è un ex calciatore norvegese, di ruolo portiere.

## Carriera

### Club
Riisnes giocò per il Brann dal 1983 al 1989. In seguito, militò nelle file di Løv-Ham, Åsane, Fri, Bjørnar e Fana. Al termine della carriera, diventò preparatore dei portieri del Brann. Nel 2007 e nel 2008, in situazioni d'emergenza della squadra, si è ritrovato ad essere il secondo portiere della squadra e, in un paio di circostanza, si è seduto in panchina per degli incontri ufficiali.

### Nazionale
Riisnes giocò una partita per la Norvegia under 21. L'11 ottobre 1983, infatti, fu in campo nella sconfitta per 6-2 contro la Jugoslavia under 21, in una sfida valida per le qualificazioni al campionato europeo di categoria 1984.